# Station Brockenhurst
Brockenhurst is een spoorwegstation van National Rail in Brockenhurst, New Forest in Engeland. Het station is eigendom van Network Rail en wordt beheerd door South Western Railway. 

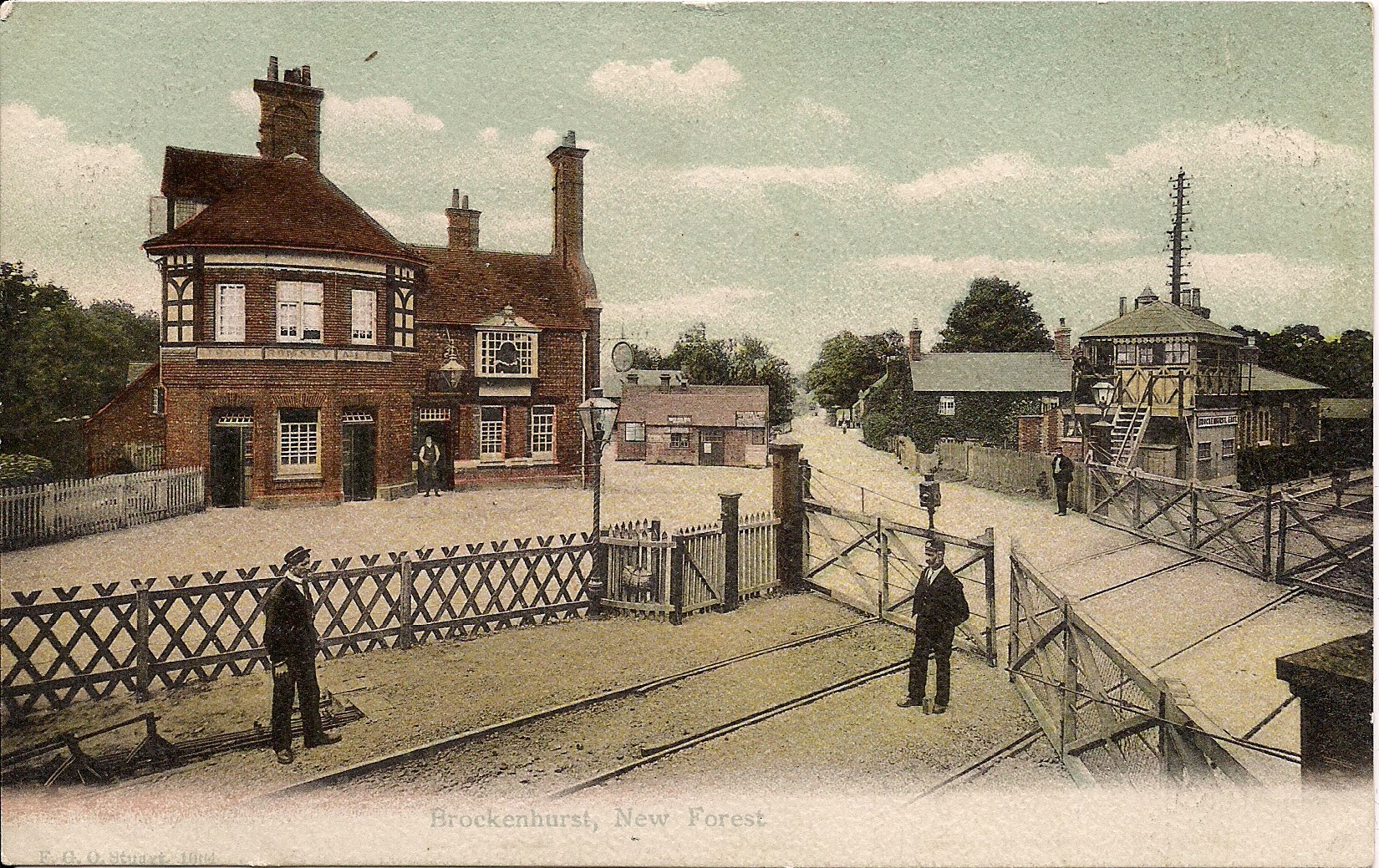
Station en omgeving, circa 1906